# The Masked Singer
The Masked Singer är ett amerikanskt musik- och underhållningsprogram som hade premiär på Fox Broadcasting Company den 2 januari 2019. Programledare är Nick Cannon.
I Sverige har säsong 4 och 5 gått att streama på TV4 Play. Säsong 6 sändes under hösten 2021.

## Upplägg
I programmet tävlar kändisar genom att klä ut sig till olika figurer och sjunga. En panel gissar vilka som gömmer sig bakom maskerna. Panelen består av Ken Jeong, Jenny McCarthy, Nicole Scherzinger och Robin Thicke. Ibland dyker det upp gäster i panelen. Den deltagare som får minst antal röster måste lämna tävlingen och avslöja sin riktiga identitet genom att ta av sin mask.

## Historik
Programmet är baserat på sydkoreanska King of Mask Singer (koreanska: 미스터리 음악쇼 복면가왕; RR: Miseuteori Eumaksyo Bongmyeon-gawang; lit. Mystery Music Show: Masked Singer's King) och finns idag i runt 50 länder. Den svenska versionen Masked Singer Sverige hade premiär den 26 mars 2021.
I några avsnitt i början av säsong 5 ersatte Niecy Nash som programledare eftersom Nick Cannon drabbades av covid-19.

## Deltagare
Programmet har hittills haft sex säsonger. De som har vunnit de olika säsongerna är T-Pain ("Monster", säsong 1), Wayne Brady ("Fox", säsong 2), Kandi ("Night Angel", säsong 3), LeAnn Rimes ("Sun", säsong 4) och Nick Lachey ("Piglet", säsong 5). Säsong 6 sändes under hösten 2021.
| Säsong | År   | Avsnitt | Antal deltagare | Vinnare                | Andraplats                    | Tredjeplats                  |
| ------ | ---- | ------- | --------------- | ---------------------- | ----------------------------- | ---------------------------- |
| 1      | 2019 | 10      | 12              | T-Pain ("Monster")     | Donny Osmond ("Peacook")      | Gladys Knight ("Bee")        |
| 2      | 2019 | 13      | 16              | Wayne Brady ("Fox")    | Chris Daughtry ("Rottweiler") | Adrienne Bailon ("Flamingo") |
| 3      | 2020 | 17      | 18              | Kandi ("Night Angel")  | Jesse McCartney ("Turtle")    | Bow Wow ("Frog"              |
| 4      | 2020 | 12      | 16              | LeAnn Rimes ("Sun")    | Aloe Blacc ("Mushroom")       | Nick Carter ("Crocodile")    |
| 5      | 2021 | 11      | 14              | Nick Lachey ("Piglet") | JoJo ("Black Swan")           | Wiz Khalifa ("Chameleon)     |
| 6      | 2021 |         |                 |                        |                               |                              |